# Fiat Oltre
Fiat Oltre è un prototipo di fuoristrada presentato dalla casa automobilistica italiana Fiat nel 2005 al Motor Show dell'Automobile di Bologna.
È basato sul veicolo militare Iveco LMV.

## Caratteristiche
Il Fiat Oltre deriva dell'Iveco LMV (Light Multirole Vehicle), l'ultimo veicolo militare tutto terreno della divisione Iveco Defence Vehicles realizzato nell'ambito del progetto FCLV (Future Command and Liaison Vehicle) per l'esercito britannico e italiano.
Le sue dimensioni sono: 4,87 m di lunghezza, 2,05 m di altezza, 2,2 m di larghezza, un passo di 3,23 m e 50 cm di distanza dal suolo. Il peso del veicolo è di 4 tonnellate e ha una capacità massima di carico di 3,5 tonnellate. La struttura tubolare sulla cabina migliora la solidità di tutto il veicolo, oltre disporre di una barra antiribaltamento completa dentro la cabina.
Il suo motore è un Iveco F1C Common rail Diesel, di 3.000 cc e 185 CV e una coppia massima di 456 N·m a 1800 giri al minuto, combinato con una trasmissione automatica a sei velocità; la velocità massima è di 130 km/h.
Il veicolo dispone di trazione permanente alle quattro ruote e un sistema di sospensioni indipendenti di alta efficienza con molle elicoidali e ammortizzatori coassiali. Le sospensioni sono regolabili in altezza, potendo superare dislivelli con inclinazione laterale del 40% o longitudinale dell'80% e grazie al suo sistema di trazione integrale con tre differenziali autobloccanti elettronicamente può salire pendenze fino a 85 gradi.
Possiede un abitacolo a quattro porte omologato per 4 o 5 persone, a seconda la configurazione. Nel modello presentato nel Salone di Bologna erano inclusi elementi speciali, come dei sedili sportivi o un equipaggiamento multimediale.